# Collegio di Kingston upon Hull North
Kingston upon Hull North (chiamato anche solo Hull North) è stato un collegio elettorale inglese della Camera dei comuni del Parlamento del Regno Unito, situato nell'Humberside. Eleggeva un membro del Parlamento con il sistema maggioritario a turno unico; il collegio è stato abolito in occasione della revisione periodica del 2024.

## Estensione
- 1950-1955: i ward del County Borough of Kingston-upon-Hull di Beverley, Newland, Park e University.
- 1955-1974: i ward del County Borough of Kingston-upon-Hull di Beverley, Botanic, Newland, Paragon, Park, University e West Central.
- 1983-2010:  i ward della Città di Hull di Avenue, Beverley, Newland, Noddle Hill, Orchard Park, Stoneferry e University.
- 2010-2024:  i ward della Città di Hull di Avenue, Beverley, Bransholme East, Bransholme West, Bricknell, Kings Park, Newland, Orchard Park and Greenwood e University.

Il collegio comprendeva la parte settentrionale di Kingston upon Hull e si trattava di un'area composita: nella parte occidentale di Hull includeva le grandi aree di edilizia sociale di North Hull Estate e Orchard Park Estate, come anche Newland, The Avenues, Newland Park e Beverley High Road. L'Università di Hull si trovava nell'area di Newland e le zone di Beverley Road e Newland avevano una consistente popolazione studentesca. Il collegio si estendeva ad est del fiume Hull, comprendendo Bransholme e le aree in via di sviluppo di Kingswood.

## Membri del Parlamento
| Elezione | Elezione        | Deputato          | Partito           |
| -------- | --------------- | ----------------- | ----------------- |
|          | 1950            | Austen Hudson     | Conservatore      |
| 1959     | Michael Coulson |                   | Conservatore      |
|          | 1964            | Henry Solomons    | Laburista         |
| 1966     | Kevin McNamara  |                   | Laburista         |
|          | 1974            | Collegio abolito  | Collegio abolito  |
|          | 1983            | Collegio ricreato | Collegio ricreato |
|          | 1983            | Kevin McNamara    | Laburista         |
| 2005     | Diana Johnson   |                   | Laburista         |
|          | 2024            | Collegio abolito  | Collegio abolito  |

## Risultati elettorali

### Elezioni negli anni 2010
| Partito                    | Partito                                | Candidato                  | Risultati 12 dicembre 2019 | Risultati 12 dicembre 2019 |
| Partito                    | Partito                                | Candidato                  | Voti                       | %                          |
| -------------------------- | -------------------------------------- | -------------------------- | -------------------------- | -------------------------- |
|                            | Laburista                              | Diana Johnson              | 17 033                     | 49,80                      |
|                            | Conservatore                           | Holly Whitbread            | 9 440                      | 27,60                      |
|                            | Brexit                                 | Derek Abram                | 4 771                      | 13,95                      |
|                            | Lib Dem                                | Mike Ross                  | 2 084                      | 6,09                       |
|                            | Verdi                                  | Richard Howarth            | 875                        | 2,56                       |
|                            |                                        |                            |                            |                            |
| Iscritti                   | Iscritti                               | Iscritti                   | 65 515                     | 100,00                     |
| ↳ Votanti (% su iscritti)  | ↳ Votanti (% su iscritti)              | ↳ Votanti (% su iscritti)  | 34 203                     | 52,21                      |
| ↳ Astenuti (% su iscritti) | ↳ Astenuti (% su iscritti)             | ↳ Astenuti (% su iscritti) | 31 312                     | 47,79                      |
|                            |                                        |                            |                            |                            |
|                            | Esito: collegio confermato a Laburista |                            |                            |                            |

| Partito                    | Partito                                | Candidato                  | Risultati 8 giugno 2017 | Risultati 8 giugno 2017 |
| Partito                    | Partito                                | Candidato                  | Voti                    | %                       |
| -------------------------- | -------------------------------------- | -------------------------- | ----------------------- | ----------------------- |
|                            | Laburista                              | Diana Johnson              | 23 625                  | 63,68                   |
|                            | Conservatore                           | Lia Nici-Townend           | 9 363                   | 25,24                   |
|                            | Lib Dem                                | Mike Ross                  | 1 869                   | 5,04                    |
|                            | UKIP                                   | John Kitchener             | 1 601                   | 4,32                    |
|                            | Verdi                                  | Martin Deane               | 644                     | 1,74                    |
|                            |                                        |                            |                         |                         |
| Iscritti                   | Iscritti                               | Iscritti                   | 64 700                  | 100,00                  |
| ↳ Votanti (% su iscritti)  | ↳ Votanti (% su iscritti)              | ↳ Votanti (% su iscritti)  | 37 203                  | 57,50                   |
| ↳ Astenuti (% su iscritti) | ↳ Astenuti (% su iscritti)             | ↳ Astenuti (% su iscritti) | 27 497                  | 42,50                   |
|                            |                                        |                            |                         |                         |
|                            | Esito: collegio confermato a Laburista |                            |                         |                         |

| Partito                    | Partito                                | Candidato                  | Risultati 7 maggio 2015 | Risultati 7 maggio 2015 |
| Partito                    | Partito                                | Candidato                  | Voti                    | %                       |
| -------------------------- | -------------------------------------- | -------------------------- | ----------------------- | ----------------------- |
|                            | Laburista                              | Diana Johnson              | 18 661                  | 52,81                   |
|                            | UKIP                                   | Sergi Singh                | 5 762                   | 16,31                   |
|                            | Conservatore                           | Dehenna Davison            | 5 306                   | 15,02                   |
|                            | Lib Dem                                | Mike Ross                  | 3 175                   | 8,99                    |
|                            | Verdi                                  | Martin Deane               | 2 066                   | 5,85                    |
|                            | Yorkshire                              | Vicky Butler               | 366                     | 1,04                    |
|                            |                                        |                            |                         |                         |
| Iscritti                   | Iscritti                               | Iscritti                   | 63 668                  | 100,00                  |
| ↳ Votanti (% su iscritti)  | ↳ Votanti (% su iscritti)              | ↳ Votanti (% su iscritti)  | 35 336                  | 55,50                   |
| ↳ Astenuti (% su iscritti) | ↳ Astenuti (% su iscritti)             | ↳ Astenuti (% su iscritti) | 28 332                  | 44,50                   |
|                            |                                        |                            |                         |                         |
|                            | Esito: collegio confermato a Laburista |                            |                         |                         |

| Partito                    | Partito                                | Candidato                  | Risultati 6 maggio 2010 | Risultati 6 maggio 2010 |
| Partito                    | Partito                                | Candidato                  | Voti                    | %                       |
| -------------------------- | -------------------------------------- | -------------------------- | ----------------------- | ----------------------- |
|                            | Laburista                              | Diana Johnson              | 13 044                  | 39,18                   |
|                            | Lib Dem                                | Denis Healy                | 12 403                  | 37,26                   |
|                            | Conservatore                           | Victoria Aitken            | 4 365                   | 13,11                   |
|                            | BNP                                    | John Mainprize             | 1 443                   | 4,33                    |
|                            | UKIP                                   | Paul Barlow                | 1 358                   | 4,08                    |
|                            | Verdi                                  | Martin Deane               | 478                     | 1,44                    |
|                            | Democratici                            | Michael Cassidy            | 200                     | 0,60                    |
|                            |                                        |                            |                         |                         |
| Iscritti                   | Iscritti                               | Iscritti                   | 64 021                  | 100,00                  |
| ↳ Votanti (% su iscritti)  | ↳ Votanti (% su iscritti)              | ↳ Votanti (% su iscritti)  | 33 291                  | 52,00                   |
| ↳ Astenuti (% su iscritti) | ↳ Astenuti (% su iscritti)             | ↳ Astenuti (% su iscritti) | 30 730                  | 48,00                   |
|                            |                                        |                            |                         |                         |
|                            | Esito: collegio confermato a Laburista |                            |                         |                         |

### Elezioni negli anni 2000
| Partito                    | Partito                                | Candidato                  | Risultati 5 maggio 2005 | Risultati 5 maggio 2005 |
| Partito                    | Partito                                | Candidato                  | Voti                    | %                       |
| -------------------------- | -------------------------------------- | -------------------------- | ----------------------- | ----------------------- |
|                            | Laburista                              | Diana Johnson              | 15 364                  | 51,93                   |
|                            | Lib Dem                                | Denis Healy                | 8 013                   | 27,09                   |
|                            | Conservatore                           | Lydia Rivlin               | 3 822                   | 12,92                   |
|                            | Verdi                                  | Martin Deane               | 858                     | 2,90                    |
|                            | BNP                                    | Brian Wainwright           | 766                     | 2,59                    |
|                            | Veritas                                | Tineke Robinson            | 389                     | 1,31                    |
|                            | Northern Progress                      | Chris Veasey               | 193                     | 0,65                    |
|                            | Legalise Cannabis                      | Carl Wagner                | 179                     | 0,61                    |
|                            |                                        |                            |                         |                         |
| Iscritti                   | Iscritti                               | Iscritti                   | 62 545                  | 100,00                  |
| ↳ Votanti (% su iscritti)  | ↳ Votanti (% su iscritti)              | ↳ Votanti (% su iscritti)  | 29 584                  | 47,30                   |
| ↳ Astenuti (% su iscritti) | ↳ Astenuti (% su iscritti)             | ↳ Astenuti (% su iscritti) | 32 961                  | 52,70                   |
|                            |                                        |                            |                         |                         |
|                            | Esito: collegio confermato a Laburista |                            |                         |                         |

| Partito                    | Partito                                | Candidato                  | Risultati 7 giugno 2001 | Risultati 7 giugno 2001 |
| Partito                    | Partito                                | Candidato                  | Voti                    | %                       |
| -------------------------- | -------------------------------------- | -------------------------- | ----------------------- | ----------------------- |
|                            | Laburista                              | Kevin McNamara             | 16 364                  | 57,15                   |
|                            | Lib Dem                                | Simone Butterworth         | 5 643                   | 19,71                   |
|                            | Conservatore                           | Paul Charlson              | 4 902                   | 17,12                   |
|                            | UKIP                                   | Tineka Robinson            | 655                     | 2,29                    |
|                            | Alleanza Socialista                    | Roger Smith                | 490                     | 1,71                    |
|                            | Legalise Cannabis                      | Paul Wagner                | 478                     | 1,67                    |
|                            | Indipendente                           | Christopher Veasey         | 101                     | 0,35                    |
|                            |                                        |                            |                         |                         |
| Iscritti                   | Iscritti                               | Iscritti                   | 62 929                  | 100,00                  |
| ↳ Votanti (% su iscritti)  | ↳ Votanti (% su iscritti)              | ↳ Votanti (% su iscritti)  | 28 633                  | 45,50                   |
| ↳ Astenuti (% su iscritti) | ↳ Astenuti (% su iscritti)             | ↳ Astenuti (% su iscritti) | 34 296                  | 54,50                   |
|                            |                                        |                            |                         |                         |
|                            | Esito: collegio confermato a Laburista |                            |                         |                         |

## Risultati dei referendum

### Referendum sulla permanenza del Regno Unito nell'Unione europea del 2016
|             | Collegio                 | Lasciare UE % | Rimanere in UE % |
| ----------- | ------------------------ | ------------- | ---------------- |
|             | Kingston upon Hull North | 59,9%         | 40,1%            |
| Inghilterra | 53,3%                    | 46,7%         |                  |
| Regno Unito | 51,9%                    | 48,1%         |                  |